# Mark Rosenthal
Mark Rosenthal é um roteirista e cineasta norte-americano e parceiro de longa data de roteiro de Lawrence Konner.